# Přežili rok 2000
Přežili rok 2000 je český dokumentární pořad z let 2007, 2012 a 2015 zaměřující se na ochranu ohrožených zvířat v zoologických zahradách. Vysílal se v České televizi a na Youtube kanálu  Jiřího Bálka LemuriaTV. 